# Prosopocera propinqua
Prosopocera propinqua là một loài bọ cánh cứng trong họ Cerambycidae.